# Ernest Frayssinet
 (octobre 2017).
Si vous disposez d'ouvrages ou d'articles de référence ou si vous connaissez des sites web de qualité traitant du thème abordé ici, merci de compléter l'article en donnant les références utiles à sa vérifiabilité et en les liant à la section « Notes et références ».
Pour les articles homonymes, voir Frayssinet.

a Compétitions nationales et continentales officielles uniquement.

b Matchs officiels uniquement.
Ernest Frayssinet, né Auguste Marius Urbain Frayssinet le 5 juillet 1901 à Saint-Jean-de-Marcel et mort le 28 novembre 1989 dans la même commune, est un joueur français de rugby à XV évoluant au poste de deuxième ou troisième ligne.

## Biographie
Il découvre le rugby alors qu'il est interne à l'école supérieure d'Albi dans le Tarn, en assistant à un match de ce sport.
Elève par la suite du collège technique de Narbonne dans l'Aude, il joue avec les "bleuets" et devient champion d'académie. Remarqué, il est intégré dans l'équipe première du Racing Club Narbonnais; il doit avoir 18 ans.
Étudiant à Paris il signe au Stade Français à partir de la saison 1921/22, il a 20 ans et joue de nombreux matchs amicaux contre les britanniques, en particulier des Paris-Londres et Paris-Swansea. En 1923, il intègre l'Olympique de Paris avant de partir au service militaire.
Appelé sous les drapeaux à Albi, il signe au Sporting Club Albigeois pour la saison 1923/24 où la presse locale parle du « bel avant Nénesse Frayssinet ». Il rejoint dans la foulée le Bataillon de Joinville où il fait partie de la sélection pour les Jeux Olympiques de Paris cette même année 1924. À ce titre il devient international militaire en préparant les olympiades avec l'armée française contre l'armée britannique. Les jeux se déroulent à Paris, la France termine 2e, médaille d'argent derrière les États-Unis, la Roumanie 3e, médaille de bronze.
Par la suite, Ernest Frayssinet va jouer quelque temps au Racing Club de France qui a fusionné avec l'Olympique.
Début de la carrière d'enseignant à Cluny en Saône-et-Loire en 1925 et engagement en tant que capitaine avec le Stade dijonnais pour 4 saisons, jusqu'en 1929. En septembre 1925 il a l'honneur de commander la sélection de Bourgogne qui affronte les prestigieux All Black connus déjà sous le nom de The Invincibles. À l'arrière, le phénomène Maori Georges Népia est la star de l'équipe. Il va apprécier ces 4 années passées en Bourgogne et gardera des souvenirs inoubliables. La parenthèse étant terminée, l'appel du pays se faisant ressentir, il signe avec le Racing Club Narbonnais mais tombe sous le coup de la loi des 2 ans qui fait qu'il ne peut rejouer dans l'immédiat. Il devient donc spectateur, comblé quand même par une nomination d'enseignant au collège technique de la cité audoise. Il rechausse les crampons en 1931 pour une belle saison qui le voit aller jusqu'en finale du championnat de France en 1932 où après avoir battu Toulon, pourtant favori il perd la dite finale contre le LOU par 9 à 3. Blessé, il restera de longues années dans son cher Racing Club Narbonnais et finira son histoire avec cette équipe en tant qu'entraineur écouté et respecté.
Après la guerre, il est nommé professeur à Louis Rascol dans le chef-lieu tarnais et il sera le coach du sporting club albigeois en 1946. La boucle sera bouclée.

## Images

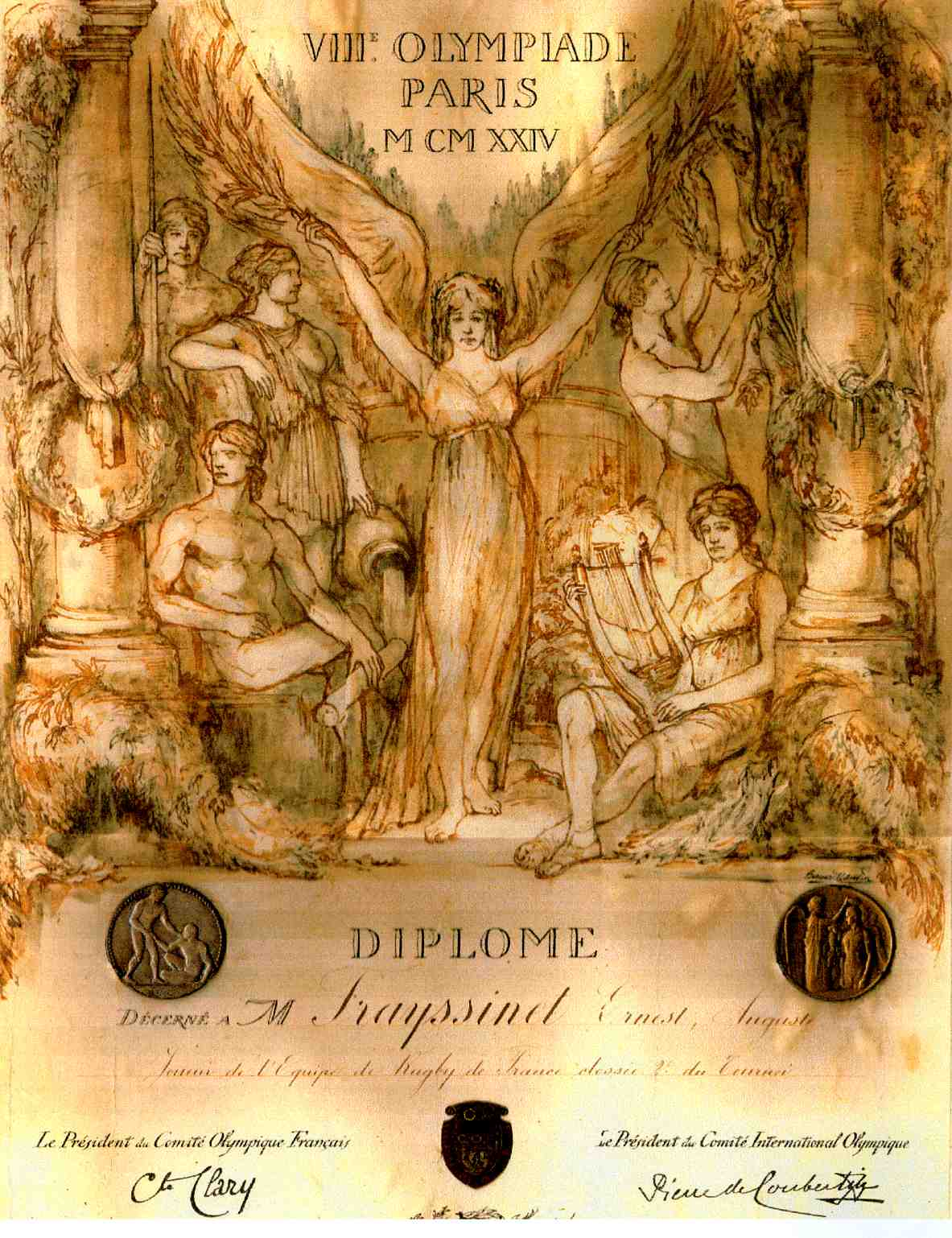
Diplôme JO 1924 Paris décerné à Ernest Frayssinet - Médaille d'Argent.
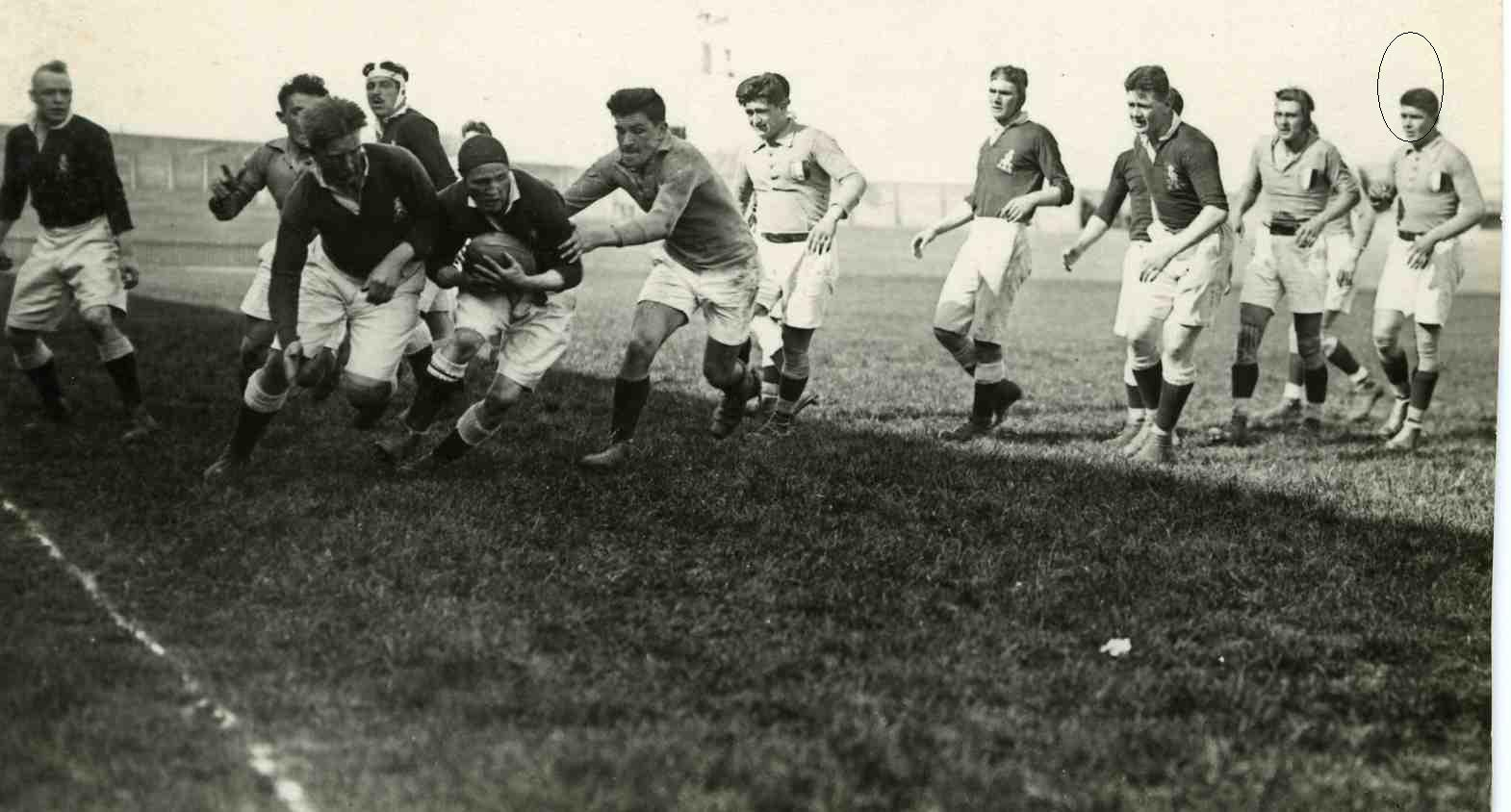
Match de l'armée française contre l'armée britannique
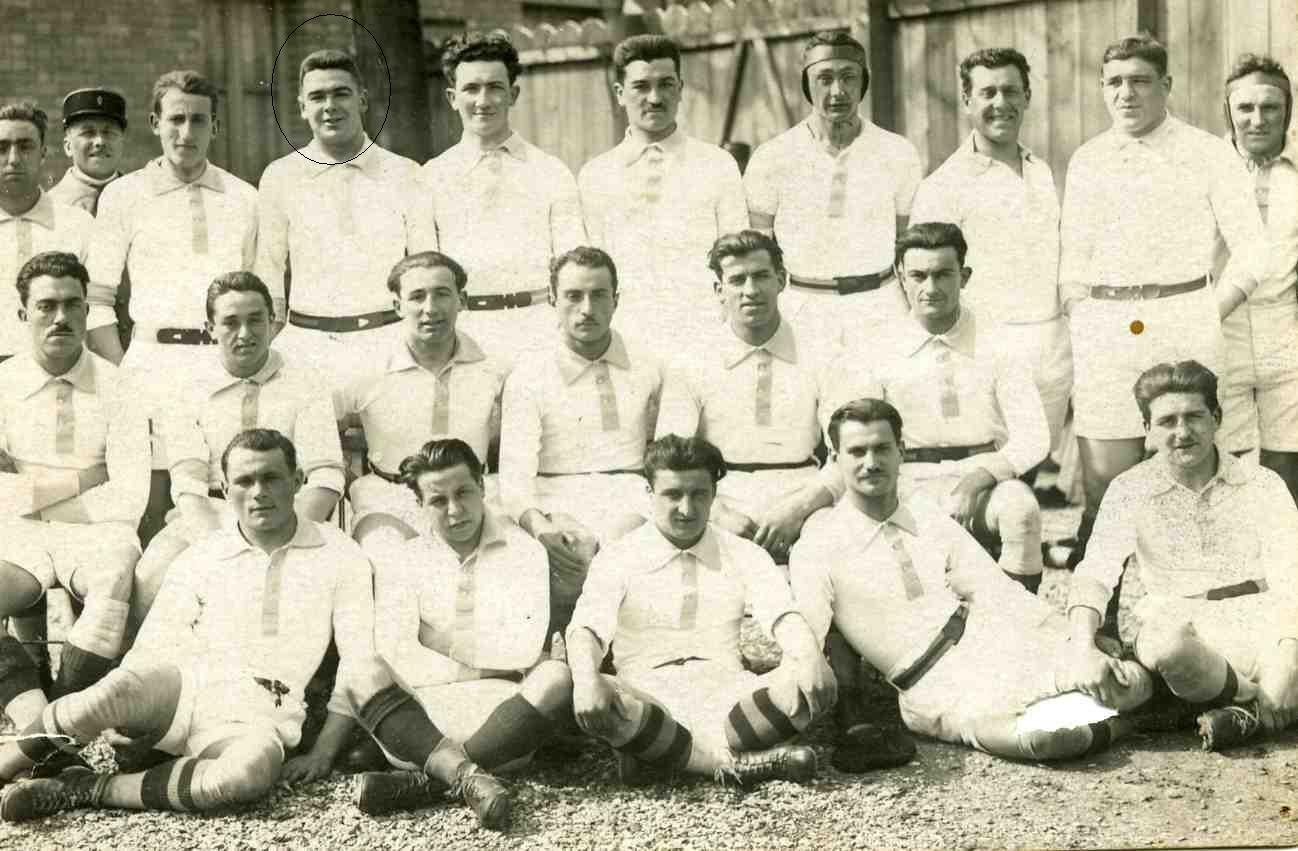
Armée française pour les Jeux Olympiques de 1924, Paris
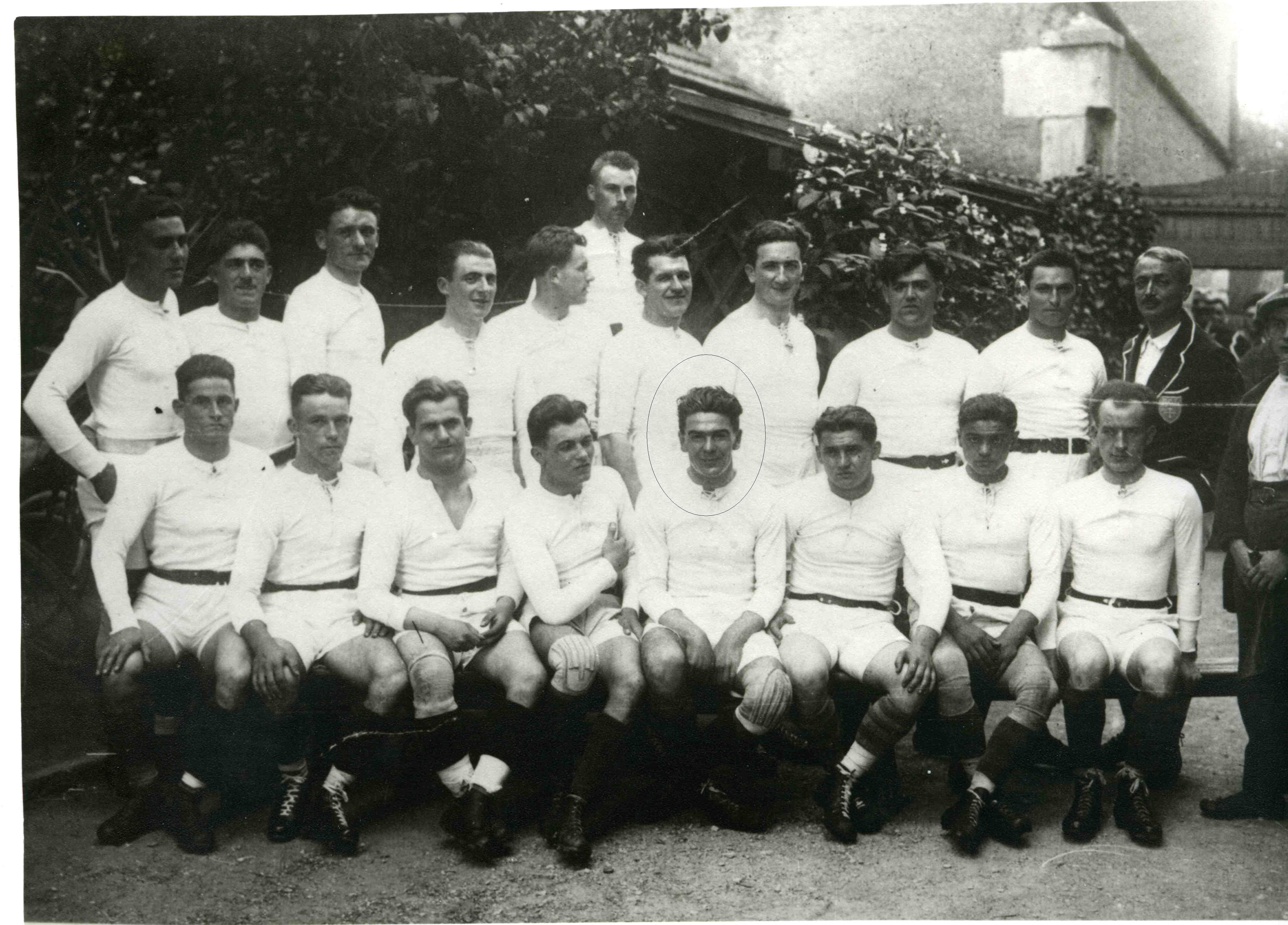
Ernest Frayssinet capitaine de l'équipe de Bourgogne de Rugby en 1925
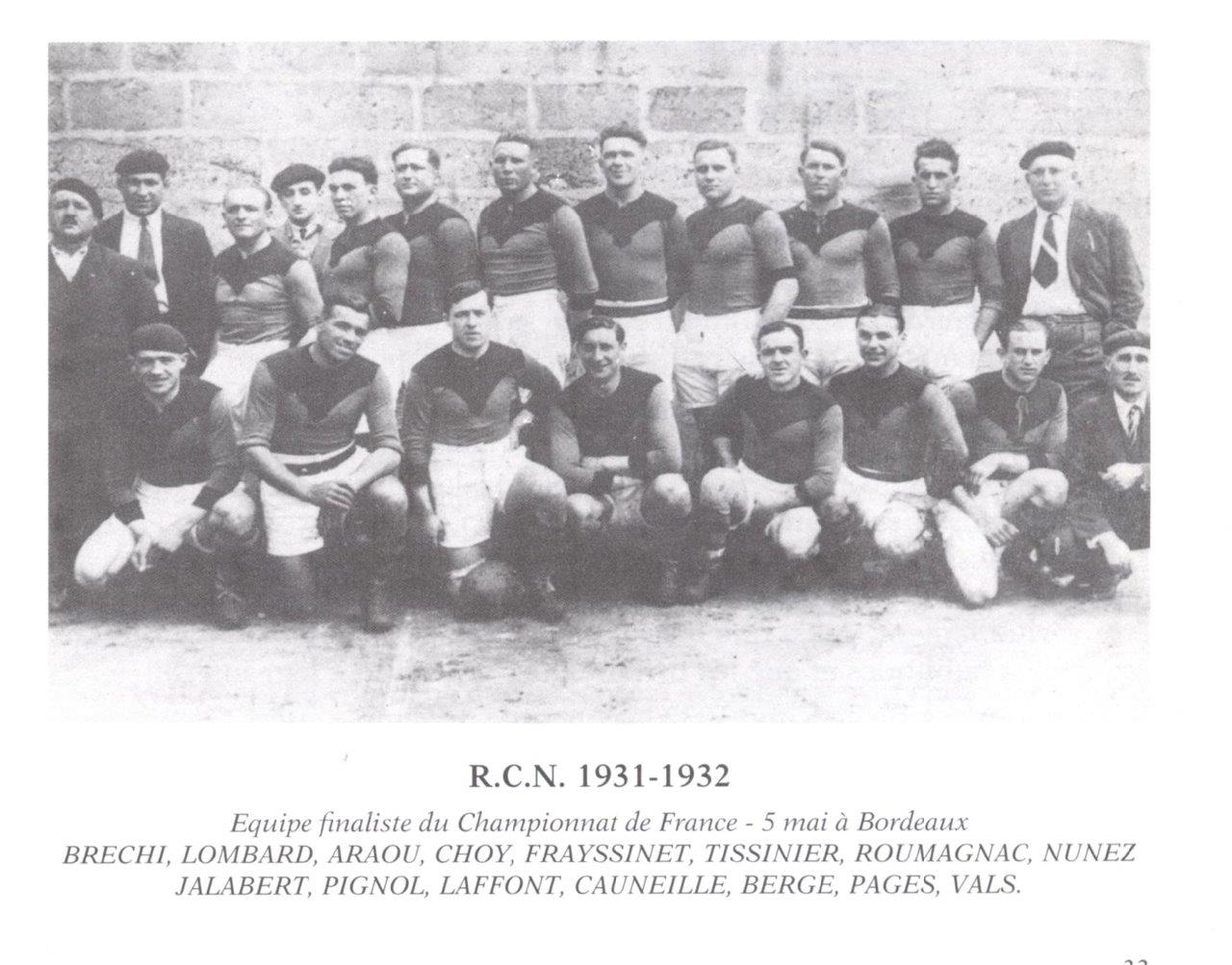
Finale du championnat de France, Ernest Frayssinet avec Narbonne en 1932 (saison 31/32)

## Palmarès
- Finaliste du Championnat de France en 1931-1932
- Médaillé d'argent aux Jeux olympiques d'été de 1924

## Notes et références

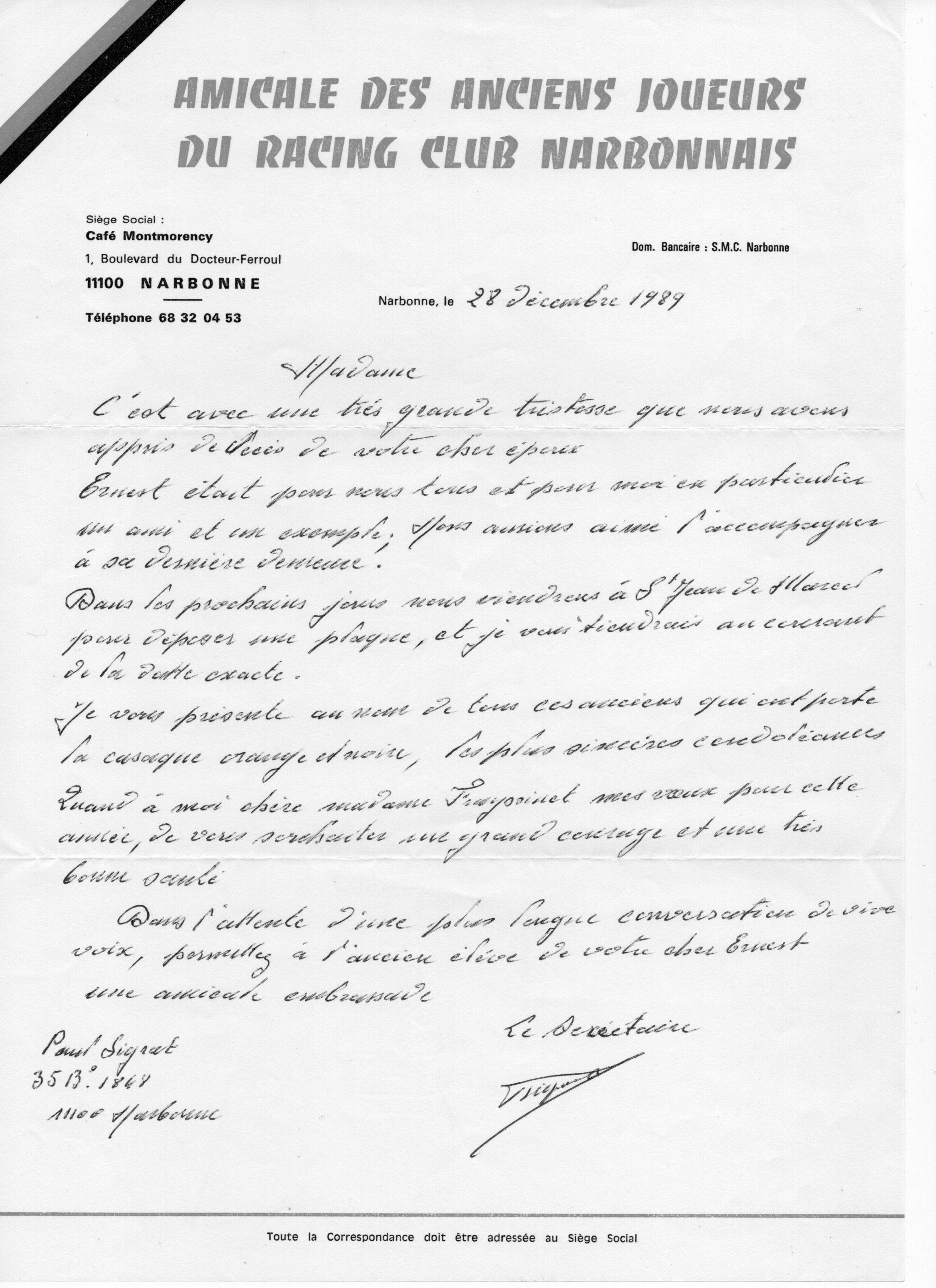